# TAKE FIVE～我们能盗取爱吗～
《TAKE FIVE～我们能盗取爱吗～》（日语：TAKE FIVE〜俺たちは愛を盗めるか〜）是自2013年4月19日在TBS电视台播出的日本电视剧。
2014年舞台劇化，講述2065年日劇版主角帆村正義的子孫－－帆村守回到過去改變歷史的故事。由Kis-My-Ft2的藤谷太輔主演。5月13日在東京赤坂首演，5月28日轉到大阪梅田續演。

## 電視劇

### 故事簡介
故事講述主角帆村正義（唐澤壽明）和父親是史上最強盜賊集團「TAKE FIVE」的成員，20年前因為一宗事件而引退，現成為大學心理學教授，擁有雙面的他過著正直的生活。某天一名謎之流浪女（倍賞美津子）送上一張達文西名畫的照片，於是他再度召集成員讓「TAKE FIVE」復活。當中成員包括新美晴登（松坂桃李），表面上是警衛公司的職員，實際是潛入高手，視正義為對手。岩月櫂（稻垣吾郎）是有潔癖的警察，擁有強大情報收集能力。南真一（六角精兒）是20年前「TAKE FIVE」的成員，火岡均（入江甚儀）是新人盜賊，祖父為前「TAKE FIVE」成員。
五人重組後「TAKE FIVE」展開驚天盜寶計劃，目標是作為俠盜從大惡人手中取得巨額金錢，於是引來警察笹原瑠衣（松雪泰子）的注視，她的警察父親當年因為盜竊事件而被殺，之後發現事件和正義的父親有關，於是和部下的年輕刑警矢野昇太郎（千葉雄大）展開追擊……。

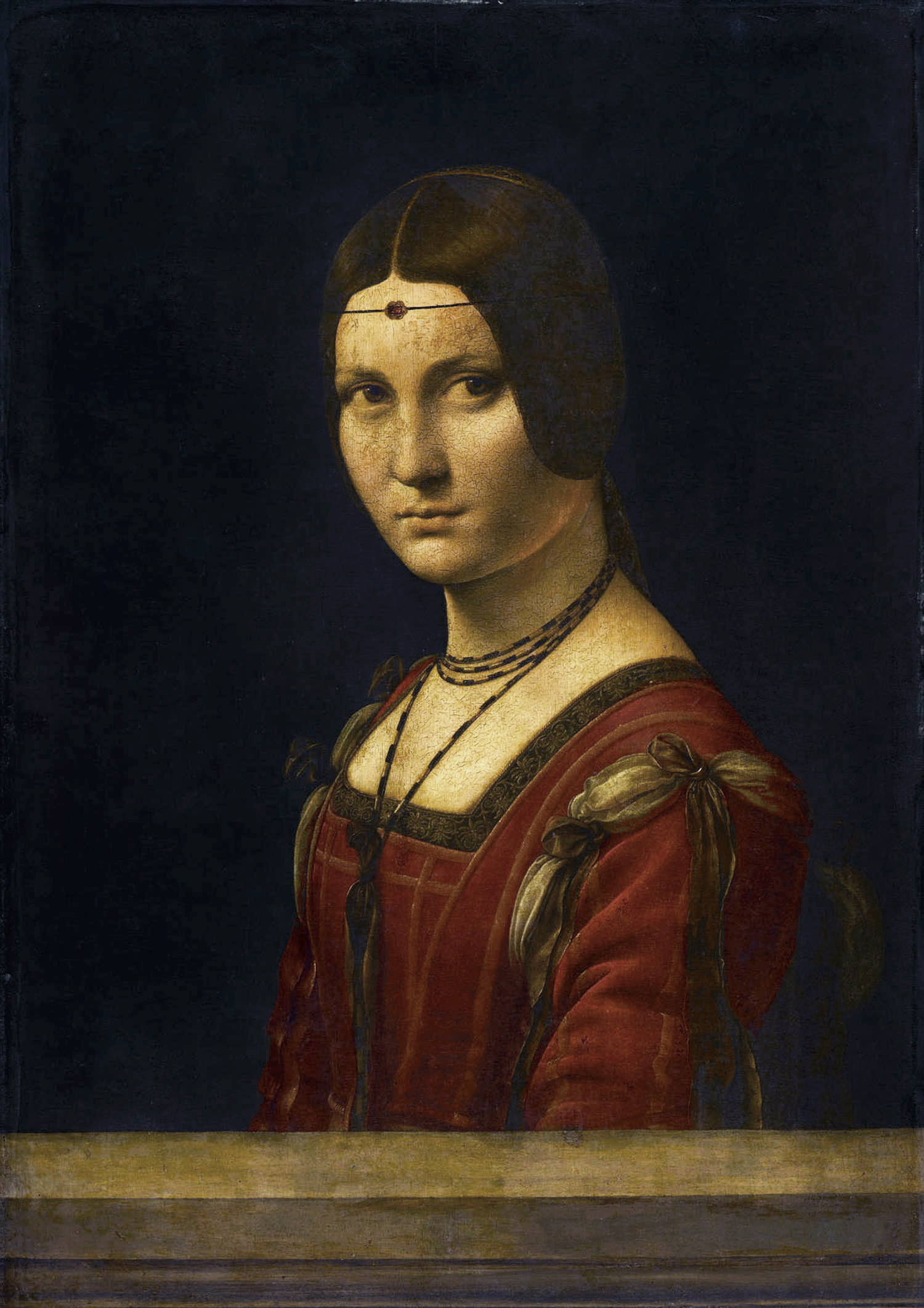
本剧登场的列奥纳多·达·芬奇的绘画作品《美麗的費隆妮葉夫人》（La Belle Ferroniere，现存于卢浮宫）

### 登場人物

#### 主要人物
- 帆村正義（46） - 唐澤壽明（香港配音：潘文柏）

上教大學心理學系研究室教授。專攻戀愛心理學。是爵士樂酒吧「SWING TIME」的持有人，不過只會空拿著酒杯而不會喝酒。曾和父親野上誠共組竊盜集團「TAKE FIVE」，不過自二十年前因某事而引退，並從父親那裡繼承了「SWING TIME」。不過，有天某位謎樣的流浪老婦人那裡得到一張與二十年前事件有關的達文世畫像，「美麗的費隆妮葉夫人」的照片，並被告知真畫就在銀行倉庫，於是為了找尋當年的真相而重新組成TAKE FIVE。
- 笹原瑠衣 - 松雪泰子 （少女時期：廣瀨鈴）（香港配音：陸惠玲）

芝大門警察署刑事課盜犯組的刑警。因身為刑警的父親在某個竊盜案不幸死亡，從此打心底憎恨竊盜，而自己也當上了警察。父親死後和妹妹相依為命。認為「竊盜和殺人同罪」，與正義重新組成的「TAKE FIVE」周旋對抗。
- 新美晴登（27） - 松坂桃李（香港配音：李凱傑）

表面上是保安服務公司「第一安全防止犯罪」系統開發部的公司職員。東都銀行安全系統的設計者，但實際上是個潛入高手。因為在經濟方面吃過苦而成了慣竊，只信任金錢，對自己的竊盜技術十分有自信，而且擅長面向女性而且從聯誼中獲取情報。雖將正義視為對手，但還是加入了「TAKE FIVE」。
- 岩月櫂 - 稻垣吾郎（香港配音：陳廷軒）

芝大門警察署刑事課盜犯組的刑警，瑠衣的同事。潔癖症，擁有強大的情報收集能力。由於搜查到跟上司隱藏的銀行戶口有所涉及的案件而被調去管贓物倉庫，結果對「TAKE FIVE」產生了興趣，甚至加入其中。秘密追查某個事件的真相。
- 古堀杏子／流浪女 - 倍賞美津子（香港配音：袁淑珍）

接近已經不當小偷的正義，給他有關「美麗的費隆妮葉夫人」的消息。在二十年前在李奧納多·達文西展擔任專職保管員，那時被展示的「美麗的費隆妮葉夫人」所迷惑，與五十嵐敦一起製作偽作，與真貨更換展示著，後來被後藤偷取了偽作，真正的畫像在五十嵐的工作室上隱藏著。

#### 盜賊集團「TAKE FIVE」
- 南真一（50） - 六角精兒（日语：六角精児）（香港配音：陳永信）

若葉總合病院的藥劑師。帆村認識多年的朋友，20年前曾是「TAKE FIVE」的成員，解散後結了婚，現有4歲大的女兒桃香。當正義邀他重新加入「TAKE FIVE」時，雖然一度拒絕，但最後還是加入了。手很巧，從採取指紋到變裝的信息，實行犯罪的情報樣樣皆通，無論是竊盜知識與經驗都十分豐富。
- 火岡均（26） - 入江甚儀（少年時期：須田瑛斗）（香港配音：張裕東）

在重型機械公司上班，負責試車的工作。祖父是前「TAKE FIVE」的成員。
父親被東都城銀行的投資信託欺騙而自殺,不過被帆村幫助而保住性命。從而尊敬帆村，成為了從年幼的時候便開始憧憬的TAKE FIVE的一員。雖然是竊盜新手，但因工作上的關係擅長駕駛工作用的車，也懂得如何解開保安系列和偽裝處理車輛。對貓咪沒輒。

#### 芝大門警察署
- 增田公造 - 緒方義博（日语：でんでん）（香港配音：盧國權）

犯罪組系長。事實上是二十時前殺害了野上誠、笹原徹及後藤光秀的真正犯人。
- 矢野昇太郎（23） - 千葉雄大（香港配音：張方正）

芝大門警察署犯罪組組員，瑠衣的部下。
- 香川龍一 - 阿部進之介（日语：阿部進之介）（香港配音：馮錦堂）

盗品管理系。因為在調查中對嫌疑犯行使過份暴行而被降職。懷疑岩月的事。

#### 爵士酒吧「SWING TIME」
- 古堀隆／調酒師 - 駿河太郎（日语：駿河太郎）

古堀杏子的兒子，雖然沉默寡言但很機智。
- 小百合 - JUJU

爵士歌手。帆村正義的妹妹。

#### 「TAKE FIVE」前成員
- 後藤光秀（50）- 峰龍太（日语：峰竜太）

前TAKE FIVE，二十年前在東京都美術館偷取《美麗的費隆妮葉夫人》的人。解散後下落不明，後來成立了假的TAKE FIVE，擋在TAKE FIVE裡偷竊及嫁禍他們。與TAKE FIVE對決之後，被增田公造用堂城一馬的打釘機從後頸打進釘殺掉。
- 野上誠 - 小林隆（日语：小林隆）

帆村正義的父親，二十年前因為在東京都美術館偷竊《美麗的費隆妮葉夫人》而殺害笹原徹的罪名被拘留在芝大門警察署，在囚房裡發現自殺身亡。但實際上是被增田公造絞殺後偽裝成自殺的樣子。

#### 相關人物
- 笹原紗枝 - 江田結香（日语：江田結香）

瑠衣的妹妹。上教大學心理學系的學生。以前的志願的當警察，不過受到帆村的教學的影響，而決定繼續升學上大學院。
- 笹原徹 - 菅原大吉（日语：菅原大吉）

瑠衣與紗枝的父親，教會正義要為愛而偷竊。二十年前在東京美術館保管「美麗的費隆妮葉夫人」而被增田公造殺害。
- 南祥子 - 弘中麻紀

真一的妻子。
- 南桃香（4） - 井上美空

真一的女兒。

#### 其他人物
- 柿澤奈奈 - 福田彩乃（香港配音：羅杏芝）

正義的助手。喜歡麵包，沉迷於芳香療法和各種各樣的占卜，私底下是無法自理生活的宅女。寶塚歌劇團的大愛好者。最終話受請長假的正義請託，擔任大學的代課講師。
- 理佳 - 青山夕夏
- 田上 - 永長孝盛

### 各集登場人物

#### 第1集
- 龜岡俊樹 - 國廣富之

東都銀行社長
- 井森久恵 - 吉田羊

龜岡的秘書，實際上是其情婦
- 龜岡廣美 - 稻田有梨

龜岡的女兒。

#### 第2集
- 相良光代 - 田中美奈子

相良學校的創辦人
- 清水真 - 西村和彦

相良學校的會計，和相良光代有不倫關係，但相良光代只當他是棋子

#### 第3集
- 木之本道元 - 志賀廣太郎

慶上寺住持。
- 梅田弘樹 - 維羅武田（Velo武田）

地下賭場負責人
- 峯川幸治 - 渡部龍平

梅田的手下
- 押尾拓也 - 佐藤憲

梅田的手下
- 安川正一 - 中山孟

梅田的手下

#### 第4集
- 緒方研一 - 世良公則

中央理工大學理工學部教授，研究AAT細胞
- 緒方研二 - 風間徹

緒方研一之弟，曾經和哥哥合作研究AAT細胞，反目後到帆村任教的上教大學研究，最後和哥哥和好。
- 小野田美香 - 美馬怜子

緒方研二的助手

#### 第5、6集
- 柴崎春美 - 黑木美沙

假盜賊集團「TAKE FIVE」的成員，因仰慕TAKE FIVE而跟隨後藤。受後藤指使，進行偷達文西名畫的任務。直到最後才知道加入的是假集團，自己及其他成員只是被後藤利用的棋子。與帆村告別時，表示願意加入「TAKE FIVE」的行列。
- 水無月弘 - 花田虎上

水無月貿易公司的社長，專門收藏達文西名畫。
- 荒木 - 相葉裕樹
- 橘 - 久保田悠來

假盜賊集團「TAKE FIVE」的成員。

#### 第7集
- 堂城一馬 - 松村北斗

過去曾因偷竊及傷害罪而被笹原瑠衣拘捕，現在JBC電視台美術部工作。在發現後藤屍體的現場附近發現了他掉下的耳環。
- 大河内銀次郎 - 梅澤富美男

著名大河劇演員，正拍攝刑視劇『古株者』
- 稻岡幸平 - 緋田康人

JBC電視台美術監督，堂城一馬的上司
- 浮田守 - 六角慎司

刑視劇『古株者』的監製
- 服部勇司 - 壽大聰

芝大門警署強行犯係刑事，負責調查後藤被殺一案

#### 第8集
- 五十嵐哲 - 宮川一朗太

五十嵐敦之子，寶塚歌劇團經理人，因父親遺願，安排TEAM FIVE盜取盧克蕾齊婭的肖像
- 五十嵐敦 - 市川兵衛

20年前與古堀杏子一起負責達文西作品展，協助杏子複製《美麗的費隆妮葉夫人》。
- 柚希禮音 - 本人飾演（寶塚歌劇團星組）
- 凰稀要（凰稀かなめ） - 本人飾演（寶塚歌劇團宙組）
- 龍真咲 - 本人飾演（寶塚歌劇團月組）
- 紅讓（紅ゆずる）- 本人飾演（寶塚歌劇團星組）
- 明日海里奧（明日海りお） - 本人飾演（寶塚歌劇團花組）

以上5人為與TAKE FIVE理念接近的俠盜集團「TEAM FIVE」成員。

#### 第9集
- 狭山 - 遠山俊也

### 播放日期、副题、收视率
| 集数                                                                | 播放日期      | 副题 | 导演       | 收视率 |
| ------------------------------------------------------------------- | ------------- | ---- | ---------- | ------ |
| TAKE1                                                               | 2013年4月19日 |      | 岡本伸吾   | 12.3%  |
| TAKE2                                                               | 2013年4月26日 |      | 岡本伸吾   | 10.5%  |
| TAKE3                                                               | 2013年5月3日  |      | 渡瀨曉彥   | 10.5%  |
| TAKE4                                                               | 2013年5月10日 |      | 川嶋龍太郎 | 11.1%  |
| TAKE 5                                                              | 2013年5月17日 |      | 渡瀨曉彥   | 8.6%   |
| TAKE 6                                                              | 2013年5月24日 |      | 岡本伸吾   | 8.6%   |
| TAKE 7                                                              | 2013年5月31日 |      | 川嶋龍太郎 | 9.8%   |
| TAKE 8                                                              | 2013年6月7日  |      | 川嶋龍太郎 | 8.7%   |
| TAKE 9                                                              | 2013年6月14日 |      | 渡瀨曉彥   | 9.5%   |
| TAKE 10                                                             | 2013年6月21日 |      | 岡本伸吾   | 11.1%  |
| 平均視聴率10.1%（收视率为日本关东地区收视，由Video Research调查。） |               |      |            |        |

## 舞台劇
舞台劇「TAKE FIVE」於2015年5月13日至21日在東京赤坂ACT公演，2015年5月28日至31日在大阪梅田藝術劇場公演。
而續篇「TAKE FIVE 2」於2016年5月4日 - 25日於東京赤坂ACT公演。

### TAKE FIVE

#### 故事簡介
2065年，「池永電子」專務帆村守，知道自己的祖先帆村正義是知名大盜後，便決定使用次元轉移裝置回到過去，讓帆村正義停止偷竊行為。然而在回到過去時，因為返到比預期更早的時間點，因而讓原該被抓到的女小偷Blue Butterfly成功逃跑，亦使得歷史開始改變。
守他們原來打算把歷史更正回來，不過－－。
從未來到來的帆村看守和於2015年活躍的女小偷Blue Butterfly，把電視劇版「不傷人，從惡人處偷竊。為愛而偷。」的信條在舞台上無拘無束地延伸！

#### 登場人物
- 帆村守 - 藤谷太輔
- Blue Butterfly - 蘭壽Tomu
- 岩月迅 - 山本裕典
- 曾我祐一 -吉沢悠
- 小堀隆 -駿河太郎
- 池永櫻 -朝倉禮生
- 森脇次郎 -馬場徹
- 神田博士 -宇梶剛士
- 帆村正義（映像出演） -唐澤壽明
- 早百合（映像出演） -JUJU

### TAKE FIVE 2

#### 故事簡介
2066年，傳說中的大盜－－帆村正義的子孫、帆村守正忙著籌備其秘書岩月迅及他的未婚妻池永櫻的婚禮。此時、國際恐怖份子，海堂レイ偷了帆村的次元轉移裝置並回到去到2016年的東京。於是守與岩月以及偵探古堀一同回到2016年追捕海堂。
而在2016年，高城科技社長高城御影與研究人員真宮秋正在進行對抗致命病毒的疫苗的研究，但是公司因為資金問題而陷入倒閉危機當中。為了幫助真宮的研究，御影接受了與別家公司的對象結婚從而合併公司的政治婚姻。
但是守和海堂的出現，讓事情往意外的方向發展……

#### 登場人物
- 帆村守 / 真宮秋 - 藤谷太輔
- 岩月迅 - 山本裕典
- 高城御影 - 新川優愛
- 海堂レン - 安蘭けい
- 池永櫻 - 朝倉禮生
- 偵探古堀 - 八十田勇一
- 小堀隆 - 駿河太郎

## 節目的變遷
| TBS电视台 周五连续剧                  | TBS电视台 周五连续剧                                   | TBS电视台 周五连续剧 |
| ------------------------------------- | ------------------------------------------------------ | -------------------- |
|                                       | TAKE FIVE～我们能盗取爱吗～ （2013年4月19日－6月21日） |                      |
| 夜行观览车 （2013年1月18日－3月22日） | 總會有辦法的 （2013年7月12日－9月20日）                |                      |

| 香港 無綫網絡電視煲劇1台 星期六14:00-15:00及18:30-19:30 7月6日起 14:00-15:00及18:45-19:45 | 香港 無綫網絡電視煲劇1台 星期六14:00-15:00及18:30-19:30 7月6日起 14:00-15:00及18:45-19:45 | 香港 無綫網絡電視煲劇1台 星期六14:00-15:00及18:30-19:30 7月6日起 14:00-15:00及18:45-19:45 |
| ----------------------------------------------------------------------------------------- | ----------------------------------------------------------------------------------------- | ----------------------------------------------------------------------------------------- |
|                                                                                           | 義勇神偷 Take Five （2013.06.08 - 2013.08.10）                                            |                                                                                           |
| 熟男實習醫生 （2013.04.20 - 2013.06.01）                                                    | （2013.08.17 - 2013.09.07）                                                               |                                                                                           |
| 香港 無綫電視翡翠台 星期一 凌晨劇集時段 （每次播映兩集）                                  |                                                                                           |                                                                                           |
| 命運之人 （2014.03.03 - 2014.04.07）                                                      | （2014.04.14 - 2014.05.12）                                                               | （2014.05.19） （2014.05.26 - 2014.07.07） 血色草莓夜 - 完美終章 （2014.07.21）           |

| 緯來日本台 星期一至五 晚上22:00 - 00:00 (每天連播兩集)             | 緯來日本台 星期一至五 晚上22:00 - 00:00 (每天連播兩集) | 緯來日本台 星期一至五 晚上22:00 - 00:00 (每天連播兩集) |
| ------------------------------------------------------------------ | ------------------------------------------------------ | ------------------------------------------------------ |
|                                                                    | 神偷聯盟 (2013.12.16 - 2013.12.20)                     |                                                        |
| 多金社長小資女+多金社長小資女之同居挑戰中 (2013.12.4 - 2013.12.12) | 都市怪談之女2013 (2013.12.23 - 2013.12.26)             |                                                        |